# Othon I của Hy Lạp
Othon I của Hy Lạp tiếng Hy Lạp: Ὄθων, Βασιλεὺς τῆς Ἑλλάδος, Óthon, Vasiléfs tis Elládos hay Otto (1 tháng 6 năm 1815 – 26 tháng 7 năm 1867) là một vị hoàng tử xứ Bavaria trở thành vua hiện đại đầu tiên của Hy Lạp vào năm 1832 theo Công ước của Luân Đôn. Ông trị vì cho đến khi bị phế ngôi vào năm 1862. Là con trai thứ hai của vị vua yêu Hy Lạp Ludwig I của Bayern, Othon lên ngôi mới được tạo ra của Hy Lạp trong khi vẫn còn là một trẻ vị thành niên. Chính phủ của ông ban đầu được điều hành bởi Hội đồng nhiếp chính gồm ba thành viên là các quan chức triều đình Bavaria. Khi Othon trưởng thành, Othon loại bỏ các nhiếp chính khi họ tỏ ra không được dân chúng ưa yêu mến và ông đã trở thành một vị vua chuyên chế. Cuối cùng yêu cầu bản hiến pháp của thần dân của ông tỏ ra áp đảo và khi đối mặt với một cuộc nổi dậy vũ trang nhưng ôn hòa, Othon cho phép ban hành một bản hiến pháp năm 1843.
Trong suốt triều đại của ông, Othon phải đối mặt với các thách thức chính trị liên quan đến sự yếu kém tài chính của Hy Lạp và vai trò của chính phủ trong các vấn đề của Giáo hội. Nền chính trị của Hy Lạp của thời kỳ này được dựa trên các đảng phái với ba cường quốc, và khả năng của Othon duy trì sự hỗ trợ của các cường quốc là chìa khóa cho ông duy duy trì quyền lực của mình. 
Khi Hy Lạp bị phong tỏa bởi Hải quân Hoàng gia Anh vào năm 1850 và một lần nữa vào năm 1853, để ngăn chặn Hy Lạp tấn công Đế quốc Ottoman trong chiến tranh Crimea, vị trí của Othon giữa dân Hy Lạp Othon bị tổn hại. Kết quả là, đã có một nỗ lực ám sát hoàng hậu và cuối cùng, vào năm 1862, Othon đã bị lật đổ trong khi đang ở nông thôn. Ông qua đời năm sống lưu vong ở Bavaria vào năm 1867.